# Released
Released ist das vierte Musikalbum der US-amerikanischen Soul-Sängerin Patti LaBelle aus dem Jahre 1980.

## Hintergrund
Nachdem die ersten drei Alben mehr oder minder floppten, arbeitete Labelle diesmal mit dem Produzenten Allen Toussaint am Album, welcher mit LaBelle bereits während ihrer Zeit in ihrer Girlgroup Labelle die Alben Nightbirds und Phoenix produzierte. Auf dem Album ist der internationale Disco-Hit Release (The Tension) und der Doo-Wop-Hit I Don't Go Shopping, welcher Platz 30 der R&B-Charts erreichte, enthalten. Das Album war nach seiner Veröffentlichung zwar erfolgreicher als ihre vorherigen Alben, aber trotzdem trat der ersehnte Erfolg für Patti LaBelle nicht ein, somit verließ sie ihr Musiklabel Epic Records nach der Veröffentlichung und wechselte zu Philadelphia International.
Das Album erreichte Platz 114 in den US-Albencharts.

## Titelliste
Alle Titel wurden von Patti LaBelle, Edward Batts und James „Budd“ Ellison geschrieben.
1. Give It Up (The Dawning of Rejection) (5:40)
2. Don't Make Your Angel Cry (3:20)
3. Release (The Tension) (3:01)
4. I Don't Go Shopping (3:54)
5. Ain't That Enough (3:45)
6. Love Has Finally Come (5:36)
7. Come and Dance With Me (4:28)
8. Get Ready (Lookin' for Loving) (4:54)
9. Find the Love (5:42)